# Kis-Hárs-hegy

A Kis-Hárs-hegy a Budai-hegységben, a II. kerületben található. A Nagy-Hárs-heggyel közös alapzaton álló, attól délkeleti irányban fekvő domb magasságú kiemelkedés (362 m).

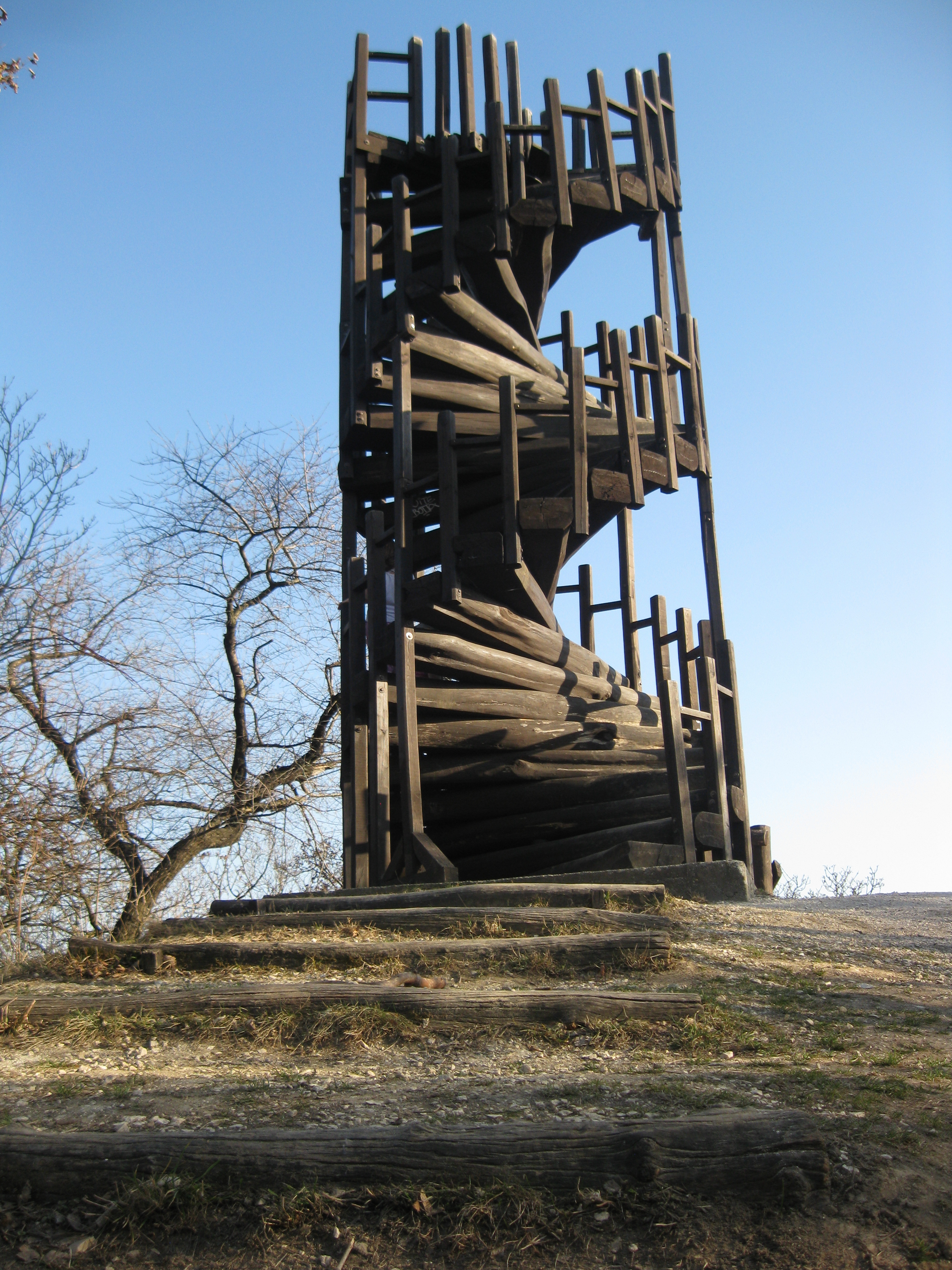
A Kis-Hárs-hegyi Makovecz Imre-kilátó

## Földrajz
A hegy déli lejtője nummuliteszes mészkövet tartalmaz. A Hárshegyi út irányában budai márga, a Szépjuhászné felé kiscelli agyag borítja a felszínt. 
A hegyet érinti a Hárs-hegyi tanösvény.
A Gyermekvasút keleti irányból megkerüli.

## Kilátó
A vasból és fából készült, 6 méter magas Makovecz Imre-kilátó 1977-ben épült fel, a Pilisi Állami Parkerdőgazdaság beruházásában, s a későbbi névadó Makovecz Imre (az erdőgazdaság akkori főmérnöke) tervei alapján.